# بوگه جوهاپون
بوگهٔ جوهاپون (انگلیسی: Bugei jūhappan) (武芸十八般 "Eighteen Kinds Of Martial Arts") مجموعه ای از تکنیک‌های و هنرهای رزمی است که توسط ساموراییهای ژاپن دوره توکوگاوا استفاده می‌شد. این مفهوم توسط هیرایاما گیوزو تأسیس شده‌است و بر اساس سنت‌های قبلی چین مانند هجده بازوی ووشو بنا شده‌است.

## هیجده هنر رزمی
1. Kyūjutsu
2. Sōjutsu, جنگیدن با یک yari
3. کنجوتسو
4. ایی‌آی‌جوتسو
5. Tantōjutsu
6. Juttejutsu, jutte
7. Shurikenjutsu شوریکن.
8. Naginatajutsu ناگیناتا
9. هوجوتسو
10. Bōjutsuجنگیدن با یک bō.
11. Kusarigamajutsu
12. Kusarigama.
13. Hojōjutsu
14. Bajutsu
15. Suieijutsu
16. نینجوتسو

هنرهای دیگری که اغلب در این لیست قرار می‌گیرند عبارتند از:
1. Chikujōjutsu
2. Yawara
3. Fukumibarijutsu
4. یابوسامه
5. Mōjirijutsu
6. Yadomejutsu
7. Saiminjutsu[۱]
8. جوجوتسو